# Vörstetten
Vörstetten är en kommun och ort i Landkreis Emmendingen i regionen Südlicher Oberrhein i Regierungsbezirk Freiburg i förbundslandet Baden-Württemberg i Tyskland.
Kommunen ingår i kommunalförbundet Denzlingen-Vörstetten-Reute tillsammans med kommunerna Denzlingen och Reute.